# سمحاق
السِّمحاق (بالإنجليزية: Periosteum)‏ ، معناه باليونانية «حول» ((باليونانية: περί)‏ - بيري) «عظم» ((باليونانية: ὀστοῦν)‏ - أوستون). هو غشاء ليفي يغطي الطبقة الخارجية لجميع العظام  ما عدا مفاصل العظام الطويلة. كما يقوم السمحاق بدور الرابط للعضلات، ويحتوي على الأوعية الدموية وأعصاب العظام، ويساهم في نمو العظم.
أما بطانة العظم (بالإنجليزية: Endosteum)‏ فهى تُبطّن السطوح الداخلية للعظم.

## البنيان

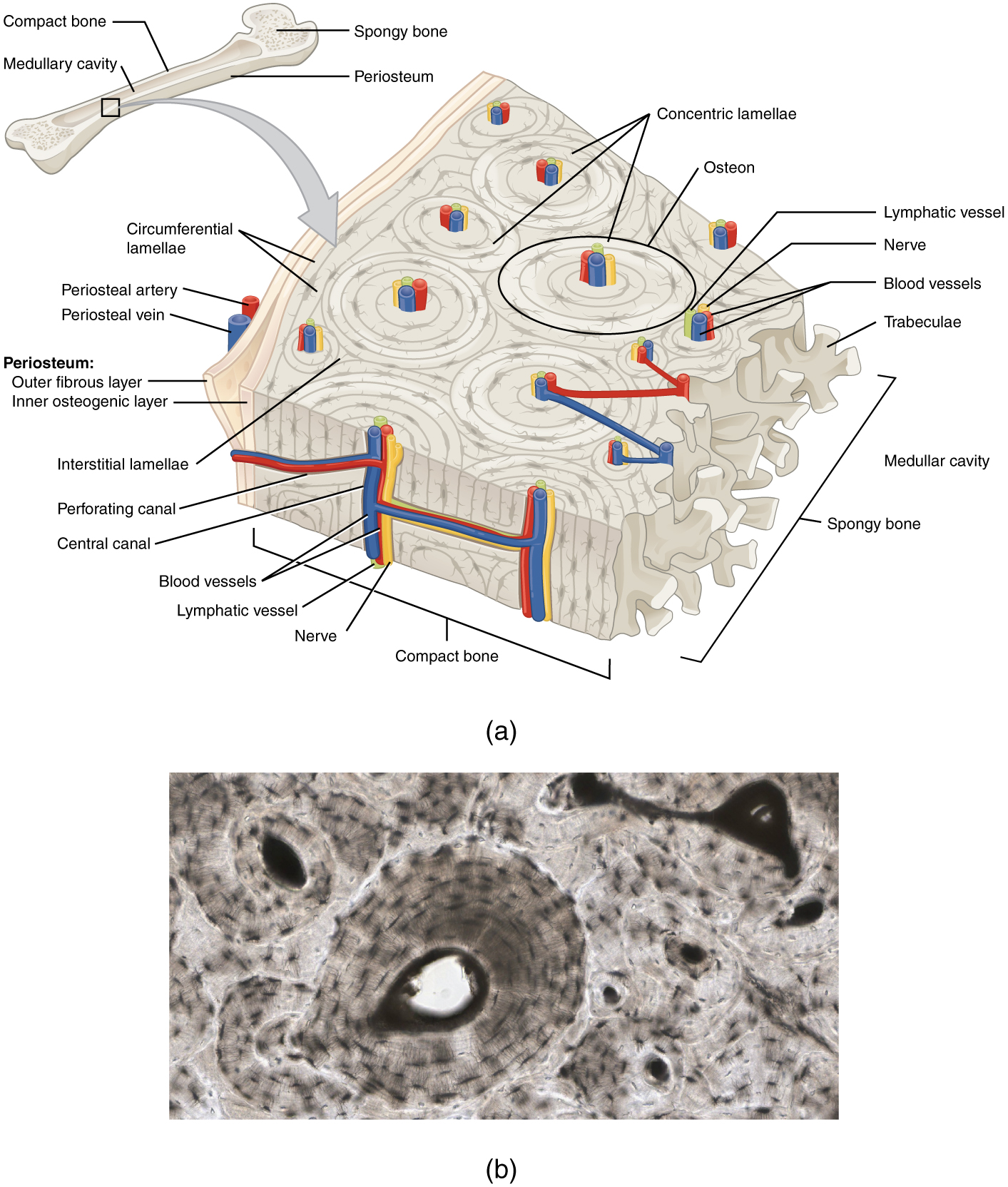
يتكوّن السمحاق من طبقة داخلية مولّدة للعظم (osteogenic) ، وطبقة ليفية خارجية (fibrous).

## صور اضافية

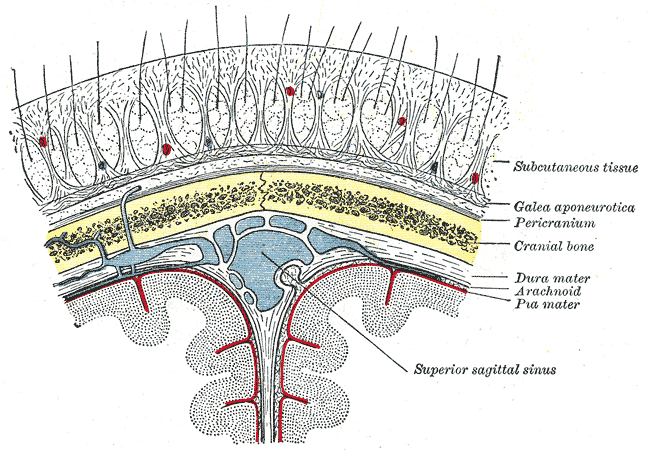
قطاع في الرأس.